# Spinning Jenny

Model van de Spinning Jenny in een museum in Wuppertal, Duitsland

De Spinning Jenny is een spinmachine, in 1764 uitgevonden door James Hargreaves. Andere vergelijkbare machines uit deze tijd, zoals een ontwerp van Thomas Highs, werden ook Spinning Jenny's genoemd.
De Spinning Jenny was een handspinmolen die net als het spinnewiel met de hand werd aangedreven, maar ze had acht spoelen en kon dus zestien draden tegelijk spinnen. Latere versies konden tot 130 draden aan. Hierdoor ging het spinnen veel sneller en goedkoper. De machine werd gebruikt voor het spinnen van katoenen en wollen inslaggarens. Voor scheringdraden waren de draden afkomstig van de Spinning Jenny niet geschikt, omdat ze te zwak waren. Dit was meteen het belangrijkste nadeel, waardoor de Spinning Jenny al snel werd vervangen door de Waterframe en de Mule Jenny. 
De naam "Jenny" is waarschijnlijk afgeleid van het Engelse woord "engine". Andere bronnen beweren dat Hargreaves de Spinning Jenny genoemd heeft naar zijn dochter (alhoewel hij geen dochter had die Jenny heette) of naar de dochter van een andere timmerman, Thomas Highs (die ook wel gezien wordt als de ware uitvinder van de Spinning Jenny).